# Plan Chepilov
Le plan Chepilov, du nom de Dmitri Chepilov, ministre des Affaires étrangères soviétique entre 1956 et 1957, est une politique diplomatique présentée en février 1957 par l'Union soviétique, afin de répliquer à l'annonce de la doctrine Eisenhower par les États-Unis le mois précédent. La doctrine Eisenhower, présentée par le président américain Dwight D. Eisenhower le 5 janvier 1957, peut être résumée comme étant une application renforcée de la doctrine Truman de 1947 dans la région du Proche et du Moyen-Orient, à la suite de la crise de Suez de 1956. Afin de ne pas laisser l'influence américaine s'étendre dans la région, l'URSS présente le plan Chepilov, préconisant une stratégie anti-américaine : la non-intégration des États proche-orientaux dans les alliances militaires (telle que le « pacte de Bagdad », pro-occidental, mis sur pied entre 1954 et 1955), la résolution pacifique des conflits (une allusion faite à l'intervention franco-britannique en Égypte en novembre 1956), le retrait des bases militaires existantes (notamment britanniques et américaines), ainsi que la suppression des livraisons d'armes. Le plan propose également aux États-Unis la neutralité des pays du Moyen-Orient dans la guerre froide. Les États-Unis, constatant une poussée de l'influence russe dans la région, du fait de l'échec de l'intervention des Français, Britanniques et Israéliens à Suez quelques mois plus tôt, refusent ce plan.
Le plan Chepilov représente ainsi la doctrine stratégique de l'influence soviétique au Moyen-Orient, et la doctrine Eisenhower celle des États-Unis. Israël, la Jordanie, l'Irak, la Turquie, l'Iran, l'Arabie saoudite et le Pakistan se placent alors dans le camp occidental. L'Égypte de Nasser et la Syrie, puis le Yémen du Nord, qui formeront alors la République arabe unie (1958-1961) se rapprochent de l'Union soviétique. Au cours de la guerre froide, certains pays du Moyen-Orient ont cependant basculé d'un bloc à l'autre, faisant que la région n'avait pas réellement l'équivalent d'un « rideau de fer ».